# Rosendale (Wisconsin)
Rosendale es una villa ubicada en el condado de Fond du Lac en el estado estadounidense de Wisconsin. En el Censo de 2010 tenía una población de 1.063 habitantes y una densidad poblacional de 334,5 personas por km².

## Geografía
Rosendale se encuentra ubicada en las coordenadas 43°48′32″N 88°40′18″O / 43.80889, -88.67167. Según la Oficina del Censo de los Estados Unidos, Rosendale tiene una superficie total de 3.18 km², de la cual 3.17 km² corresponden a tierra firme y (0.33%) 0.01 km² es agua.

## Demografía
Según el censo de 2010, había 1.063 personas residiendo en Rosendale. La densidad de población era de 334,5 hab./km². De los 1.063 habitantes, Rosendale estaba compuesto por el 95.95% blancos, el 0.19% eran afroamericanos, el 0.94% eran amerindios, el 0.38% eran asiáticos, el 0% eran isleños del Pacífico, el 1.69% eran de otras razas y el 0.85% pertenecían a dos o más razas. Del total de la población el 3.01% eran hispanos o latinos de cualquier raza.